# Nationale 1 1965-1966 (pallavolo maschile)
La Nationale 1 francese di pallavolo maschile 1965-1966 si è svolta tra il 1965 ed il 1966: al torneo hanno partecipato 16 squadre di club francesi e la vittoria finale è andata per la seconda volta consecutiva all'Asnières Sports.

## Regolamento
Il campionato si è svolto con una prima fase dove le squadre sono state divise in due gironi, affrontandosi in gare di andata e ritorno: al termine della prima fase, le prime due classificate dei due gironi hanno acceduto ad un girone per l'assegnazione dello scudetto, mentre le ultime due classificate di ogni girone sono state retrocesse in Nationale 2. Il girone per l'assegnazione dello scudetto, dove le squadre hanno conservato i risultati degli scontri diretti della prima fase, è stato strutturato in due tornei con la formula del girone all'italiana, disputato in casa delle due vincitrici dei gironi.

## Squadre partecipanti
| - Asnières - Cannes - RC de France - SC Colombes - ASUL Lyon - Stade Marseillais - US Métro - Montpellier | - Paris UC - CSM Puteaux - Rennes - AS Russe - Saint-Maur - Stade Français - RC Strasbourg - Tourcoing |

## Torneo

### Regular season

#### Classifica girone A
| Pos. | Squadra       | Pt | G  | V  | P  | SV | SP | Ratio | PF | PS | Ratio |
| ---- | ------------- | -- | -- | -- | -- | -- | -- | ----- | -- | -- | ----- |
| 1.   | Paris UC      | 28 | 14 | 14 | 0  | 42 | 7  | 6.000 | -  | -  | -     |
| 2.   | Asnières      | 26 | 14 | 12 | 2  | 40 | 11 | 3.636 | -  | -  | -     |
| 3.   | RC Strasbourg | 23 | 14 | 9  | 5  | 30 | 26 | 1.153 | -  | -  | -     |
| 4.   | RC de France  | 21 | 14 | 7  | 7  | 30 | 25 | 1.200 | -  | -  | -     |
| 5.   | SC Colombes   | 21 | 14 | 7  | 7  | 25 | 31 | 0.806 | -  | -  | -     |
| 6.   | Tourcoing     | 18 | 14 | 4  | 10 | 20 | 31 | 0.645 | -  | -  | -     |
| 7.   | Rennes        | 16 | 14 | 2  | 12 | 14 | 38 | 0.368 | -  | -  | -     |
| 8.   | Tours         | 15 | 14 | 1  | 13 | 9  | 41 | 0.219 | -  | -  | -     |

| Ammesse al girone scudetto | Retrocesse in Nationale 2 |

#### Classifica girone B
| Pos. | Squadra           | Pt | G  | V  | P  | SV | SP | Ratio | PF | PS | Ratio |
| ---- | ----------------- | -- | -- | -- | -- | -- | -- | ----- | -- | -- | ----- |
| 1.   | Stade Marseillais | 28 | 14 | 14 | 0  | 42 | 5  | 8.400 | -  | -  | -     |
| 2.   | Stade Français    | 26 | 14 | 12 | 2  | 38 | 16 | 2.375 | -  | -  | -     |
| 3.   | Cannes            | 23 | 14 | 9  | 5  | 30 | 17 | 1.764 | -  | -  | -     |
| 4.   | ASUL Lyon         | 20 | 14 | 6  | 8  | 26 | 28 | 0.928 | -  | -  | -     |
| 5.   | Saint-Maur        | 20 | 14 | 6  | 8  | 24 | 28 | 0.857 | -  | -  | -     |
| 6.   | US Métro          | 19 | 14 | 5  | 9  | 20 | 33 | 0.606 | -  | -  | -     |
| 7.   | Montpellier       | 18 | 14 | 4  | 10 | 20 | 37 | 0.540 | -  | -  | -     |
| 8.   | CSM Puteaux       | 14 | 14 | 0  | 14 | 6  | 42 | 0.142 | -  | -  | -     |

| Ammesse al girone scudetto | Retrocesse in Nationale 2 |

### Girone scudetto

#### Classifica
| Pos. | Squadra           | Pt | G | V | P | SV | SP | Ratio | PF | PS | Ratio |
| ---- | ----------------- | -- | - | - | - | -- | -- | ----- | -- | -- | ----- |
| 1.   | Asnières          | ?  | - | - | - | -  | -  | -     | -  | -  | -     |
| 2.   | Paris UC          | ?  | - | - | - | -  | -  | -     | -  | -  | -     |
| 3.   | Stade Marseillais | ?  | - | - | - | -  | -  | -     | -  | -  | -     |
| 4.   | Stade Français    | ?  | - | - | - | -  | -  | -     | -  | -  | -     |

| Campione di Francia |

## Verdetti
- Asnières Campione di Francia 1965-66 e qualificata alla Coppa dei Campioni 1966-67.
- Montpellier,  Rennes,  AS Russe,  CSM Puteaux retrocesse in Nationale 2 1966-67.